# ミーニョ川
ミーニョ川（ミーニョがわ、ガリシア語: Río Miño、スペイン語: Río Miño、ポルトガル語: Rio Minho）は、スペイン・ガリシア州で最も長い全長350キロメートルの川である。ラテン語のMiniusを語源とする。流域にはブドウ畑や農地があり、それらの水源となっている。水力発電が行われる。下流ではスペインとポルトガルの国境になっている。大西洋へ注ぐ。
流域にある主な自治体はルーゴ、オウレンセ、ラバデ、ポルトマリン、リバダビア、メルガーソ、モンサン、トゥイ、ヴァレンサ・ド・ミーニョなどである。

## 流路

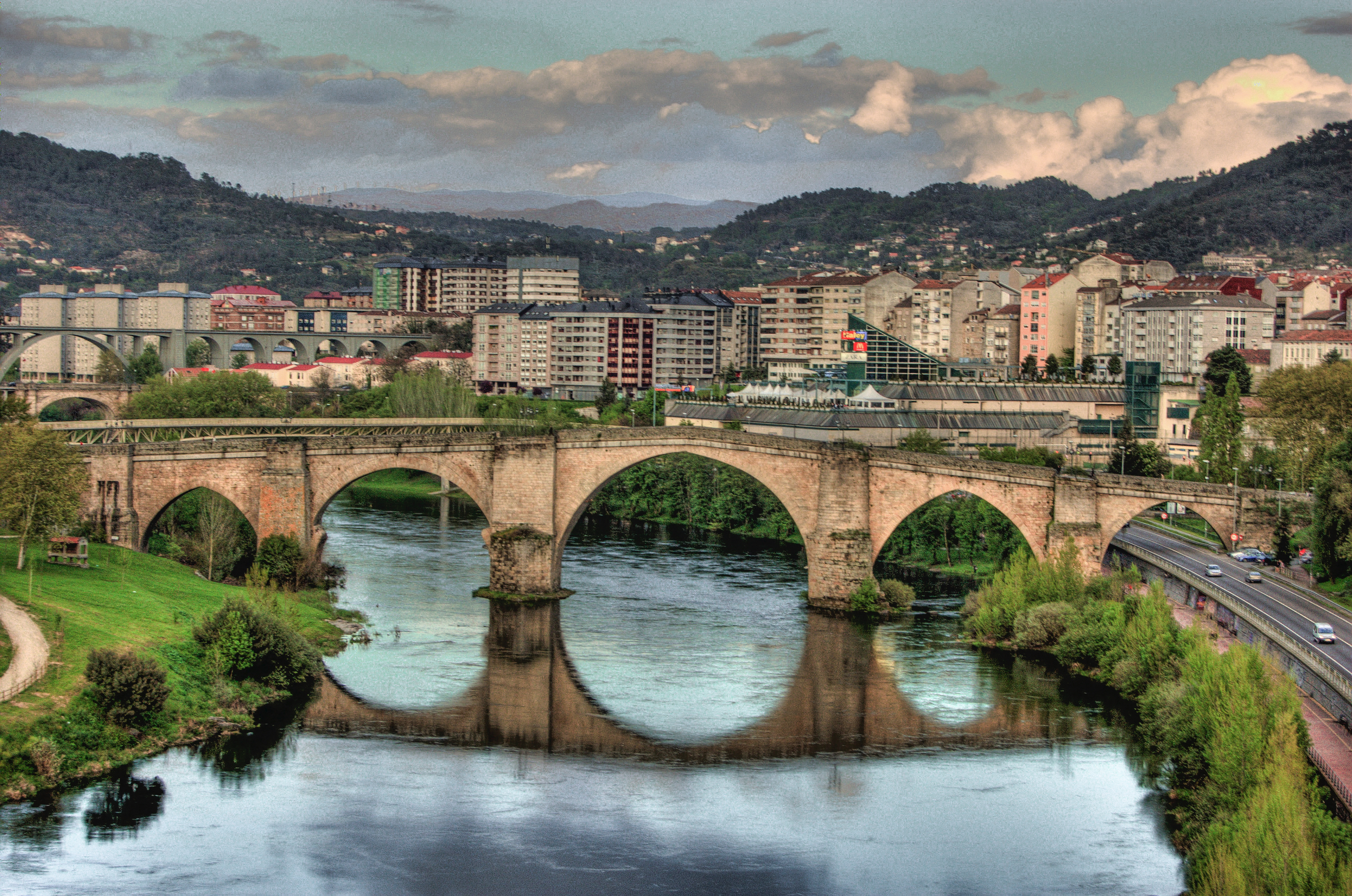
オウレンセを流れるミーニョ川

ガリシア州ルーゴ県北東部、メイラ山地にある標高約695mのペドレガル・デ・イリミアに端を発する。この場所は自治体としてはメイラに属し、ルーゴの約50km北にある。スペイン北岸のビスケー湾から約20kmしか離れておらず、近隣を流れるマスマ川やオロ川などは北に向かって流れてビスケー湾に注いでいる。ア・パストリーサにあるフォンミーニャ池は歴史的にミーニョ川の発祥地であるとされており、水流が池の地下を流れる。ガリシア山塊とカンタブリア山脈最西部という、イベリア半島でもっとも降水量の多いに地域南西に向かって流れる。その上流部は全域が生物保護区に指定されている。最初の40kmは標高約450mの準平原であるルーゴ平原を流れる。
ローマ都市ルーゴでは城壁のすぐ南側を流れ、ルーゴ県西部からオウレンセ県北部の谷までは峡谷を形成している。ポルトマリン以南は約20kmにわたって貯水量654km3のベレサール貯水池が長く伸び、チャンターダの東方にダムと水力発電所が設置されている。その後すぐに貯水量182km3のペアレス貯水池、貯水量17km3のベリェ貯水池と続き、ベリェ貯水池のダムはオウレンセ市街地のすぐ東側にある。
オウレンセの北東約20kmにあるオス・ペアレスで、ミーニョ川水系最大の支流であるシル川を集める。シル川はカスティーリャ・イ・レオン州レオン県ポンフェラーダなどを通る河川であり、流域には風光明媚な景観やワイン生産で知られるリベイラ・サクラなどがある。

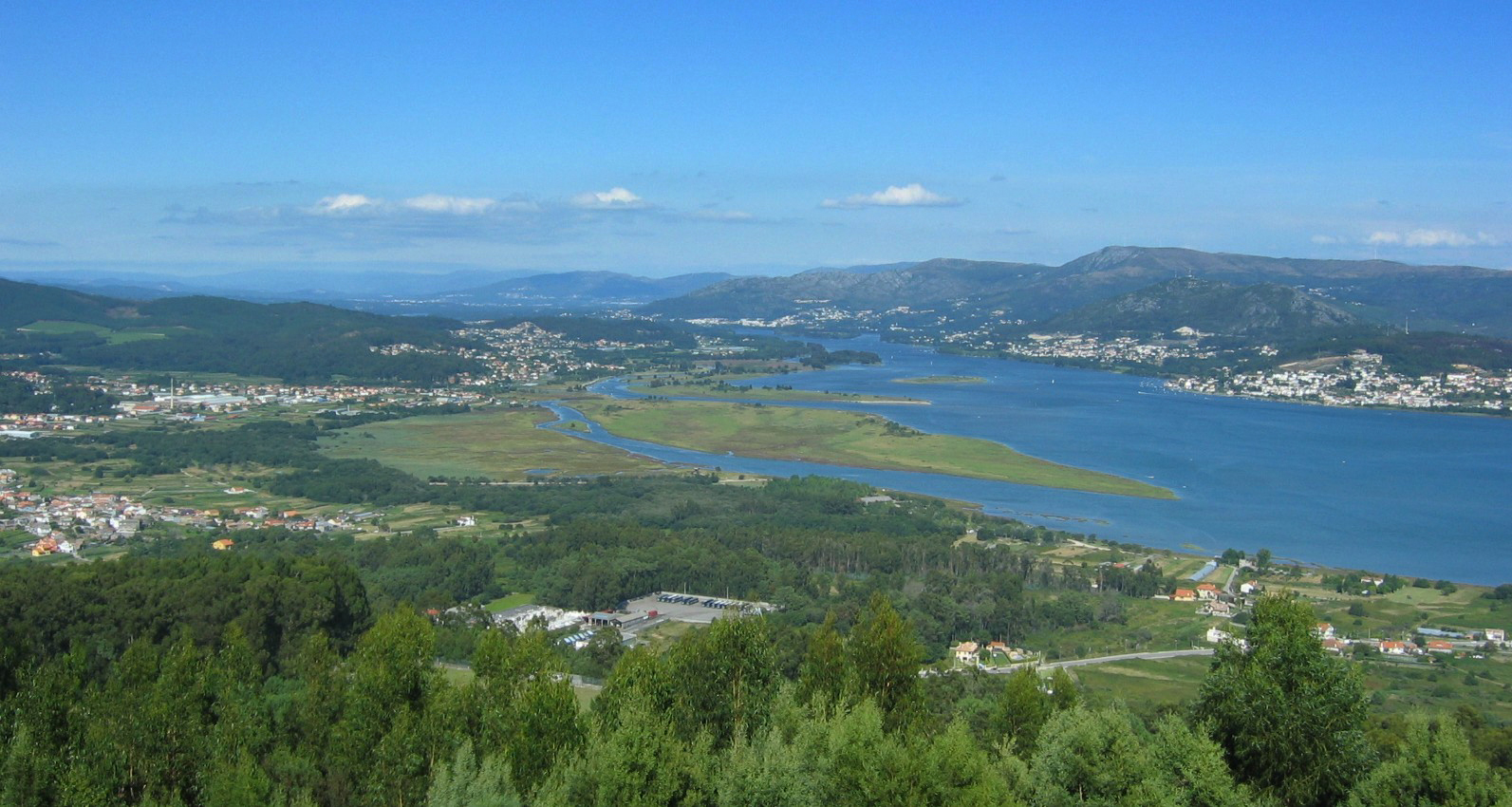
ミーニョ川河口（ア・グアルダ）

オウレンセより下流には貯水量60km3のカストレーロ貯水池、貯水量44km3のフリエイラ貯水池と続いている。流域の主要なダムのひとつであるフリエイラ・ダムはリバダビアの町の近くにあり、この付近では白ワインの生産が盛んである。リバダビアの南方ではアルノイア川を集める。
ガリシア州を260km流れた後、ミーニョ川は約80kmにわたって、主に西に向かってスペイン＝ポルトガルに沿って流れる。この地域の谷は潤った緑の農業地帯で、トウモロコシ、ジャガイモ、キャベツ、キウイフルーツ、牧草などが栽培されている。ポルトガル領では微発泡性のワインであるヴィーニョ・ベルデが、スペイン領では白ワインであるリベイロ (DO)が生産され、それぞれ原産地呼称に指定されている。この地域で主に用いられる品種はアルバリーニョ種である。
中世からあるメルガソ（ポルトガル）やサルバテーラ・デ・ミーニョ（スペイン）を通る。ビーゴの南約20kmには右岸（スペイン領）にトゥイが、左岸（ポルトガル領）にヴァレンサがあり、両都市は欧州自動車道路のE01号線や鉄道橋で結ばれている。それぞれの都市に要塞があり、それぞれの国の国定史跡に指定されている。その後約20km流れ、スペイン領のア・グアルダとポルトガル領のカミーニャで大西洋に注いでいる。
流域のシストラル山脈およびパルガ川、ラドラ川、タモガ川一帯に湖沼と河川が発達しており、オークの森林、ヨーロッパハンノキ、シラカンバの河畔林、ハリエニシダ、エイジュ、エニシダ属の湿地低木林およびコケ植物とミズゴケの泥炭地がある。川および周辺にはカワウソと淡水域に住むムール貝が生息しており、一帯は2002年にユネスコの生物圏保護区に指定された。

## ガリシア神話
ミーニョ川に住んでいた魔女、流域中にある井戸を住処としていたシャルコス、水陸の両方で生きることができる両生の魚人など、ガリシア神話にはミーニョ川流域に住んでいた何人かの物語が言い伝えられている。

## 支流

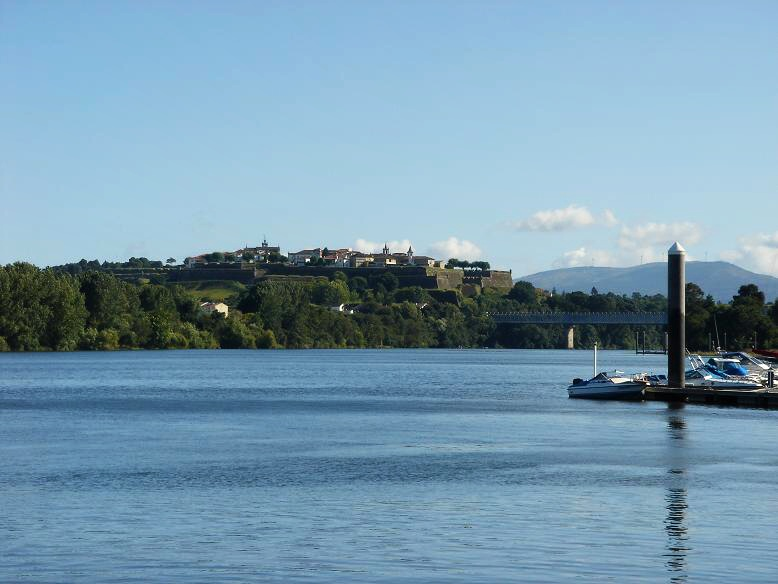
河口部にあるトゥイから見たミーニョ川と対岸のノルテ地方ヴァレンサ

主要な支流にはシル川、ネイラ川、アビア川、バルバンティーニョ川、ブバル川、アルノヤ川などがある。シル川の全長はミーニョ川本流よりも長く、水流の勢いはミーニョ川本流よりも大きい。このため、「ミーニョ川は名声を与え、シル川は水量を与える」という格言がある。

### 右岸（北岸）
- ポンテベドラ県
  - タムシェ川（スペイン語版）
  - ペゴ川
  - セレイショ・ダ・ブリーニャ川
  - フルニア川
  - ロウロ川（スペイン語版）
  - カセラス川（スペイン語版）
  - テア川（スペイン語版）
    - ウマ川（スペイン語版）

  - デバ川（スペイン語版）
  - リバディル川（セブアノ語版）
  - セア川
- オウレンセ県
  - アビア川（スペイン語版）
  - バルバンティーニョ川（スペイン語版）
  - ブバル川（スペイン語版）
- ルーゴ県
  - アスマ川（スペイン語版）
  - ナロン川
  - フェレイラ川（スペイン語版）
  - メラ川（スペイン語版）
  - ナルラ川（スペイン語版）
  - ラドラ川（スペイン語版）
    - パルガ川（スペイン語版）

  - タモガ川（スペイン語版）
  - アンリョ川（スペイン語版）

### 左岸（南岸）
- ポルトガル
  - モウロ川（ポルトガル語版）
  - ガダーニャ川
  - コウラ川（ポルトガル語版）
- オウレンセ県
  - デバ川（スペイン語版）
  - アルノヤ川（スペイン語版）
  - バルバーニャ川（スペイン語版）
  - ロニャ川（スペイン語版）
  - シル川
  - サルディニェイラ川（スペイン語版）
  - ロヨ川（スペイン語版）
  - ネイラ川（スペイン語版）
  - チャモーソ川（スペイン語版）
  - ロブラ川
  - レア川（スペイン語版）
  - アスマラ川（スペイン語版）

## 主要な沿岸都市
- ルーゴ（ルーゴ県）
- チャンターダ（ルーゴ県）
- オウレンセ（オウレンセ県）
- リバダビア（オウレンセ県）
- メルガソ（英語版）（ノルテ地方）
- サルバテーラ・デ・ミーニョ（ポンテベドラ県）
- トゥイ（ポンテベドラ県）
- ヴァレンサ（英語版）（ノルテ地方）
- ア・グアルダ（ポンテベドラ県）

## ギャラリー

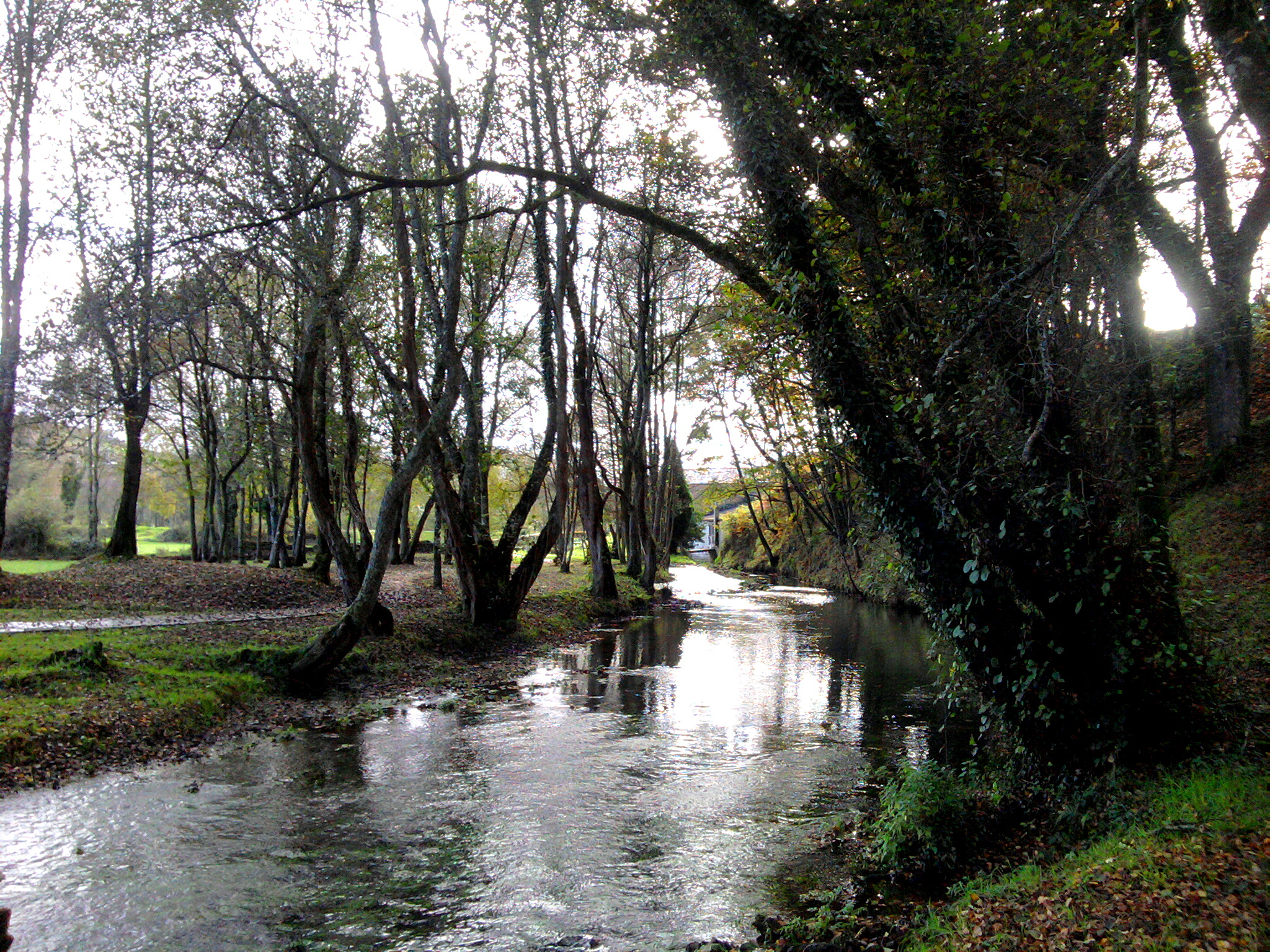
ア・パストリーサを流れるミーニョ川
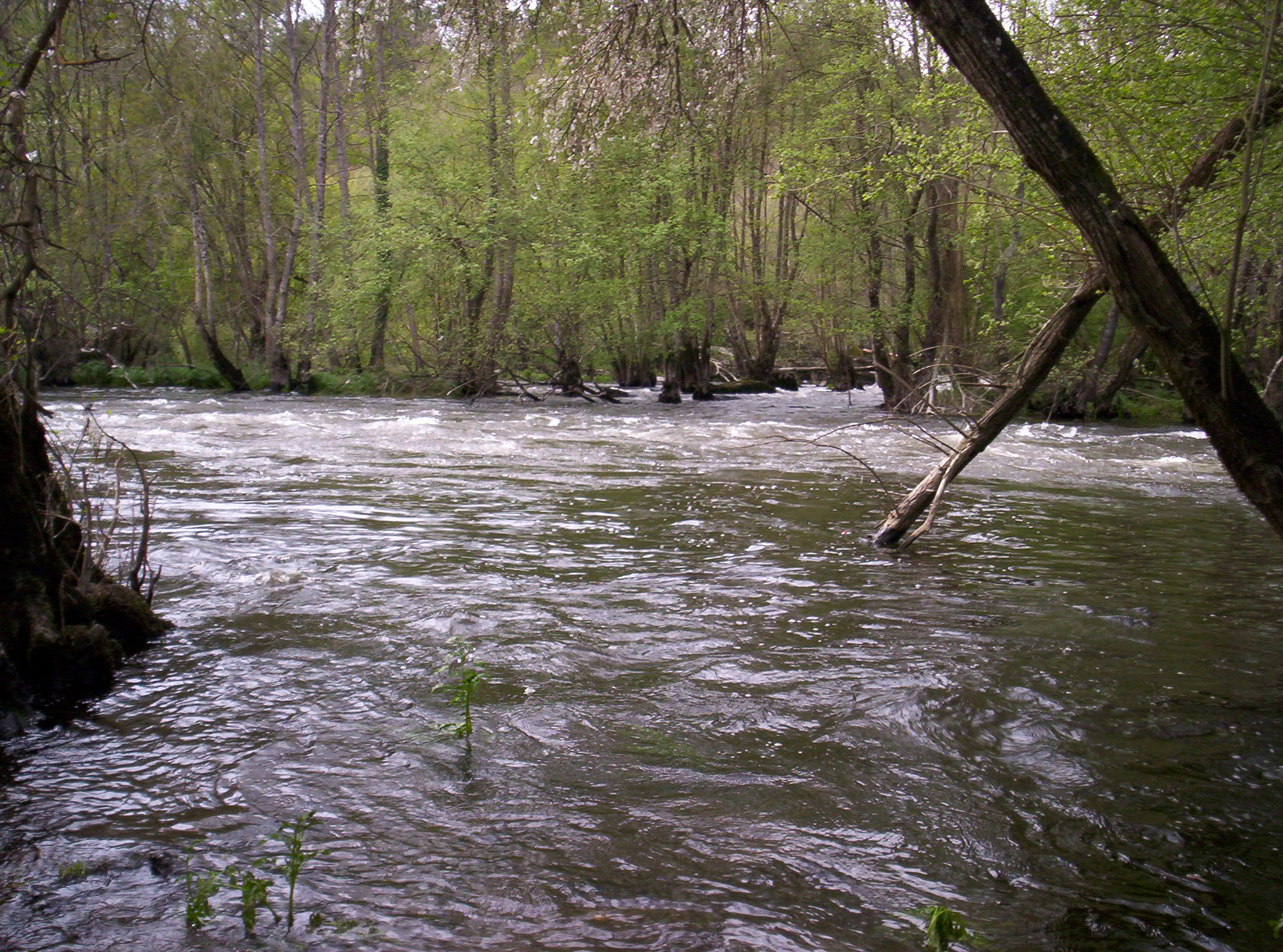
オ・コルゴ（ルーゴ県）のミーニョ川
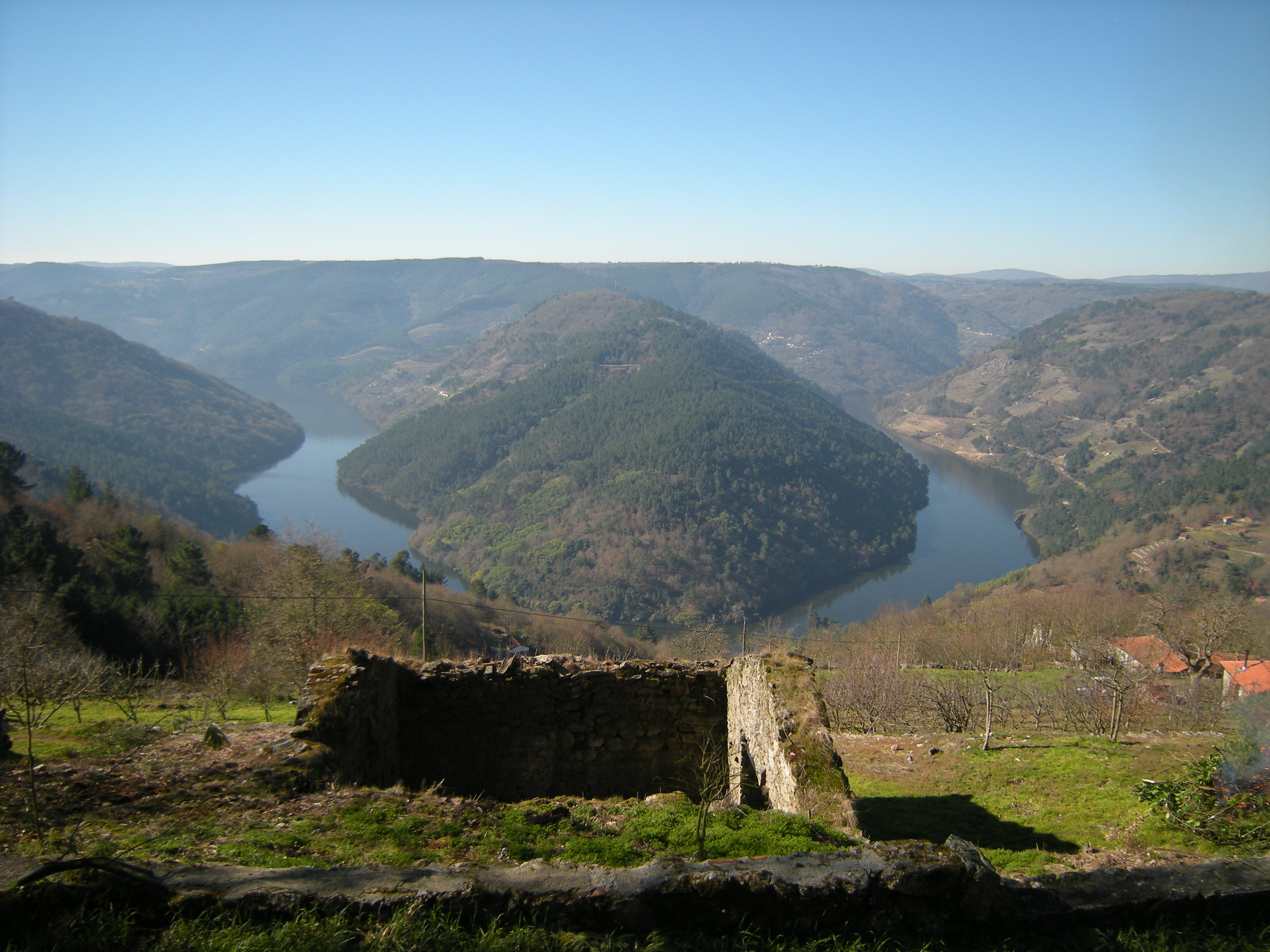
オ・サビニャーオの渓谷地帯
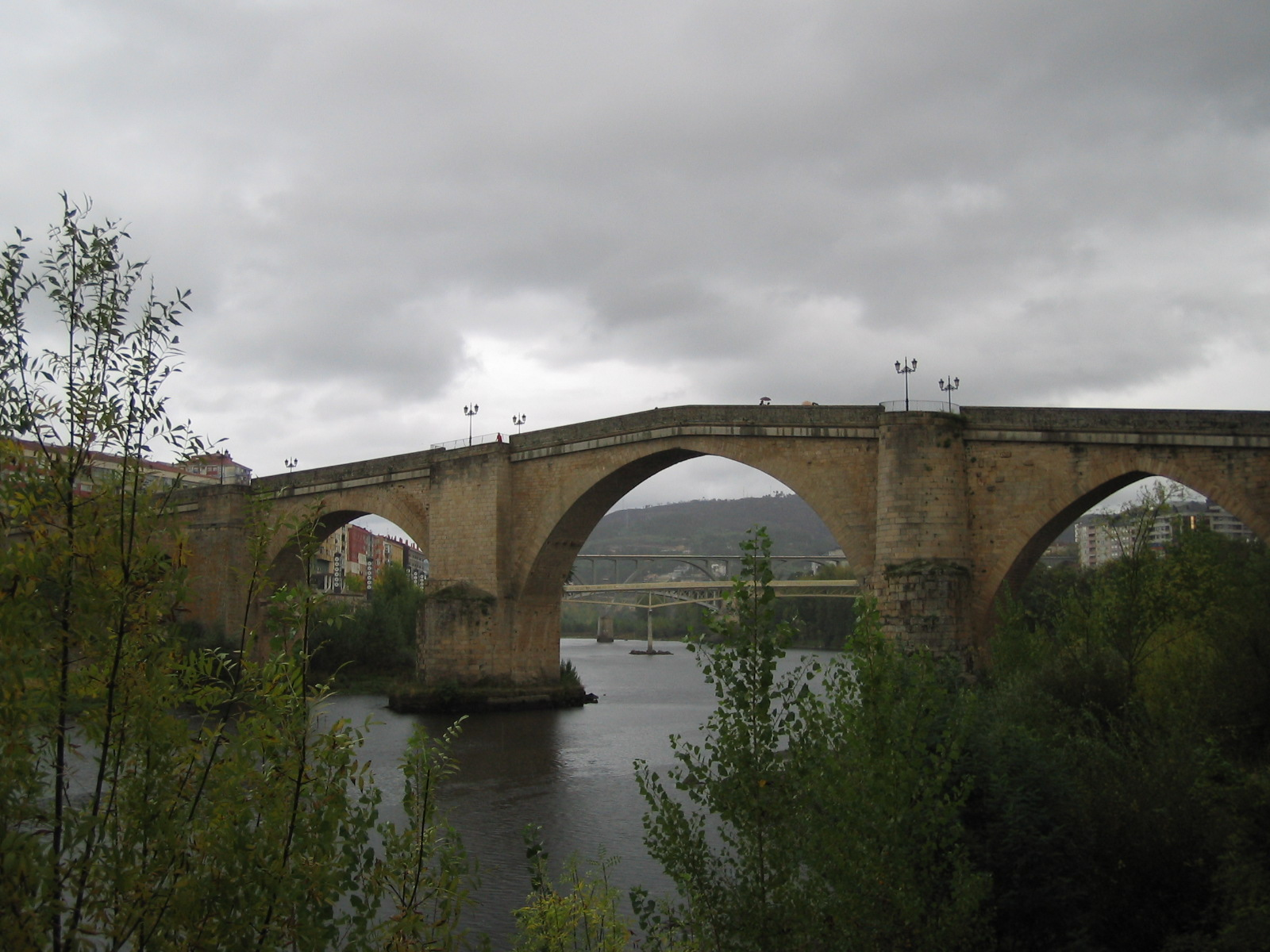
ミーニョ川にかかるローマ橋（オウレンセ）
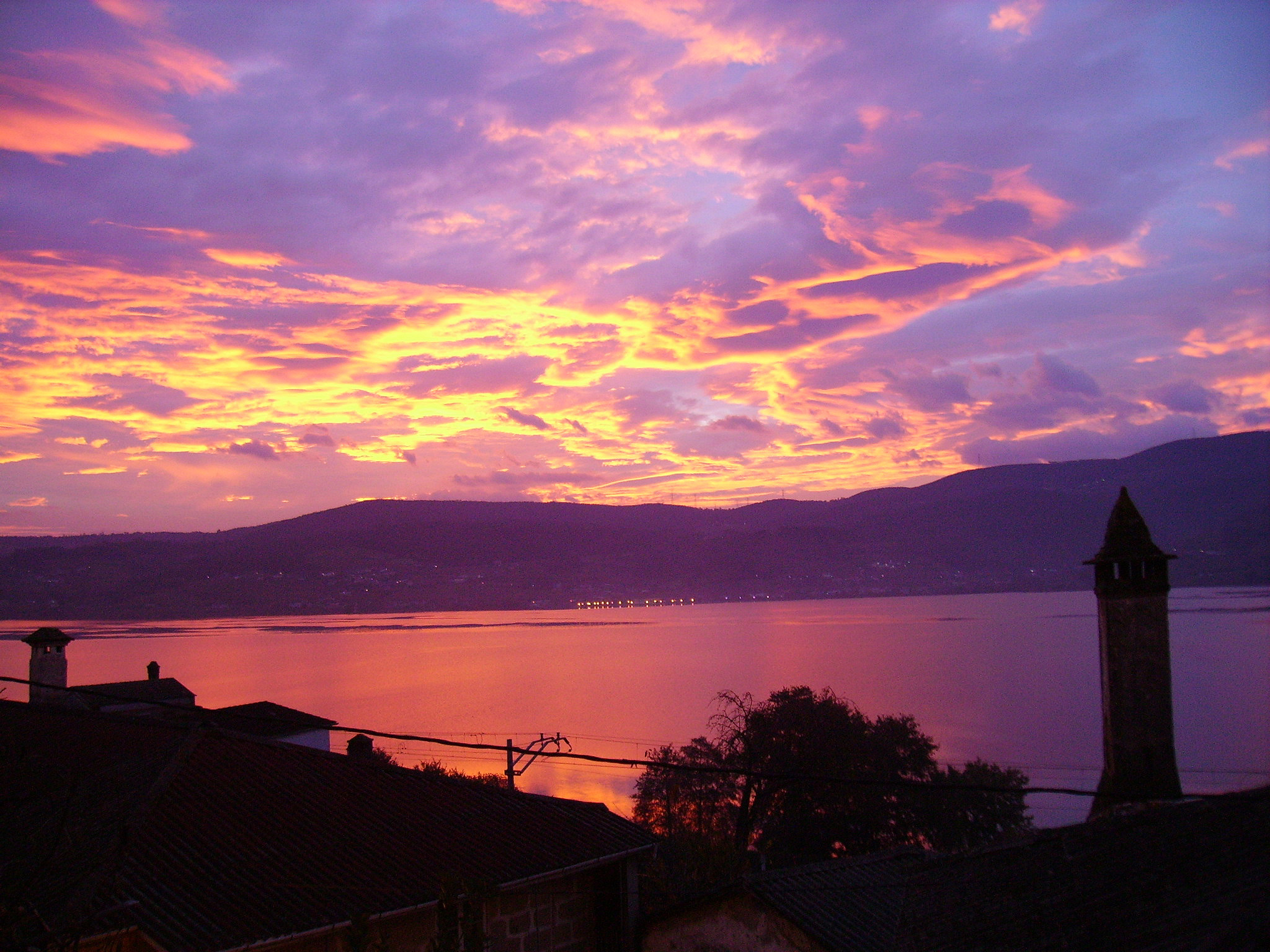
リバダビアを流れるミーニョ川